# Violaxantin
A violaxantin (E161e) egy a természetben is előforduló, ipari mennyiségben szintézis során előállított, sárga színű pigment. A karotinoidok közé, azon belül is a xantofillek közé tartozik.
Összegképlete: C40H56O4
CAS száma: 126-29-4
Élelmiszer-adalékanyagként való felhasználása elhanyagolható.
Az USA-ban és az Európai Unióban nem engedélyezett, Ausztráliában és Új-Zélandon igen.